# Cantón de Aramits
El cantón de Aramits era una división administrativa francesa, situada en el departamento de los Pirineos Atlánticos y la región Aquitania.

## Composición
El cantón de Aramits incluía seis comunas:
- Ance
- Aramits
- Arette
- Féas
- Issor
- Lanne-en-Barétous

## Supresión del cantón de Aramits
En aplicación del Decreto n.º 2014-248 de 25 de febrero de 2014 el cantón de Aramits fue suprimido el 22 de marzo de 2015 y sus seis comunas pasaron a formar parte del nuevo cantón Santa María de Olorón-1.